# Томпсон, Эва
Томпсон, Эва М. (Маевска) (Ewa M. [Majewska] Thompson; род. 1937) — американский литературовед и славист польского происхождения. Преподает в Университете Райса (Хьюстон, штат Техас).
Училась в Варшавском университете.
Главный редактор журнала «Сарматское обозрение» (Sarmatian Review).
Автор книг:
- Imperial Knowledge: Russian Literature and Colonialism (2000; «Имперские знания: русская литература и колониализм»; «Трубадуры империи» в польской версии [Kraków: Universitas, 2000] и в украинском переводе [Киев: Основа, 2006]).

- The Search for Self-Definition in Russian Literature (1991).

- Understanding Russia: the Holy Fool in Russian Culture (1987).

- Witold Gombrowicz (1979; «Витольд Гомбрович»).

- Russian Formalism and Anglo-American New Criticism: A Comparative Study (1971).

В своей книге «Имперские знания: русская литература и колониализм» (2000) развивает идею, что «великая русская словесность XIX столетия была вызвана к жизни не чем иным, как потребностями российского колониализма, и, в свою очередь, усердно обслуживала его хищные нужды».